# Soudní vikář
Soudní vikář neboli oficiál v římskokatolické církvi vykonává soudní moc svěřenou diecéznímu biskupovi s výjimkou případů, které si vyhradil diecézní biskup. Soudní vikář je zároveň předsedou diecézního soudu. Soudním vikářem nesmí být generální vikář, ledaže jde o malou diecézi nebo je jen málo případů. Soudní vikář není ordinářem a během sedisvakance jeho úřad trvá (administrátor jej nemůže odstranit). Soudnímu vikáři může být ustanoven zástupce, označovaný jako soudní místovikář neboli viceoficiál.